# Beloved (roman)
Pour les articles homonymes, voir Beloved.
Beloved (titre original : Beloved) est un roman de l'écrivaine américaine Toni Morrison paru en 1987. Se situant après la guerre de Sécession américaine, il aborde l'histoire passée sous silence de l'esclavage à travers l'histoire de Sethe, une ancienne esclave, hantée par le fantôme de sa fille. Une partie de la trame narrative et le personnage principal sont inspirés de la vie de Margaret Garner, une esclave afro-américaine qui a échappé à l'esclavage dans le Kentucky en fin janvier 1856 et s'est réfugiée dans l'Ohio, un État libre à l'époque. Morrison en découvre l'histoire par « A Visit to the Slave Mother who Killed Her Child », un article de journal publié en 1856 dans l'American Baptist et reproduit dans The Black Book, une compilation de l'histoire et de la culture des Noirs qu'elle avait dirigée en 1974. Ce roman a permis à Toni Morrison d'entrer, de son vivant, dans la liste du cercle norvégien des 100 meilleurs livres de tous les temps, en 2002.
Le roman a remporté le Prix Pulitzer pour la fiction en 1988 et a été finaliste du Prix national du livre en 1987. Il a été adapté en 1998 dans un film du même nom mettant en vedette Oprah Winfrey. Un sondage du New York Times auprès d'écrivains et de critiques littéraires l'a classé comme la meilleure œuvre de fiction américaine de 1981 à 2006.

## Épigraphe
L'épigraphe du livre, supposée extraite du chapitre 9 de l'Épître aux Romains (« Dieu appelle tout homme à la foi, juif ou non »), commence par « Soixante millions et davantage », en référence aux Africains et à leurs descendants morts des suites de la traite négrière transatlantique.
| Texte original (en) | Traduction libre (« beloved » = « bien-aimée ») |
| --- | --- |
| Sixty million: and more I will call them my people, which were not my people; and her beloved, which was not beloved. ROMANS 9: 25 | Soixante millions : et davantage Je les appellerai mon peuple, Eux qui n'étaient pas mon peuple Et elle « bien-aimée » Qui fut mal-aimée Romains 9:25 |

## Résumé
Beloved commence en 1873 à Cincinnati, Ohio, où la protagoniste, Sethe, une ancienne esclave, vit avec sa fille de dix-huit ans, Denver. La belle-mère de Sethe, Baby Suggs, a vécu avec elles jusqu'à sa mort huit ans plus tôt. Juste avant la mort de Baby Suggs, les deux fils de Sethe, Howard et Buglar, s'étaient enfuis. Sethe croit qu'ils se sont enfuis à cause de la présence malveillante d'un fantôme qui a hanté leur maison au 124 chemin Bluestone pendant des années. L'histoire s'ouvre sur une introduction au fantôme : « Le 124 était habité de malveillance. Imprégné de la malédiction d’un bébé. Les femmes de la maison le savaient et les enfants aussi. »
Sethe et sa fille Denver essayent de reconstruire leur vie après avoir échappé à l'esclavage. Un jour une jeune fille se présente à leur porte, elle prétend s'appeler Beloved, or Beloved est la seule inscription sur la tombe du bébé que Sethe a tué des années auparavant afin de lui épargner une vie d'esclave.
1855 : Sethe, esclave dans la plantation du Bon-Abri, s'est enfuie pour rejoindre la mère de son mari, Baby Suggs, la seule dont la liberté a pu être rachetée par son fils. Avant sa propre fuite, Sethe a envoyé chez sa belle-mère ses trois enfants : deux garçons et une petite fille qui commence à peine à ramper. Au cours de sa fuite, Sethe, enceinte, accouche d'une autre petite fille qu'elle prénomme Denver. Elle se croit, elle et ses enfants, tirés d'affaire, mais les Blancs du Bon-Abri, qui recherchent les fuyards, finissent par les trouver. Sethe, cachée dans la grange, tue sa fille. Denver, elle, est sauvée in extremis. Sethe est emprisonnée puis libérée et retourne vivre chez Baby Suggs. Mais le fantôme du bébé hante la maison… Un beau jour, dix-huit ans plus tard, elle se réincarne en jeune fille et se fait appeler Beloved, terme gravé par Sethe sur la pierre tombale de sa propre fille morte.

## Style et structure narrative
Le roman traite de deux faits indicibles : l'infanticide par sa mère de Beloved à l'âge de deux ans et les réalités de l'esclavage aux États-Unis, longtemps résumées dans l'Histoire américaine à son abolition. Cet indicible se retrouve dans la structure narrative, avec de multiples analepses qui le dévoilent peu à peu, à petites doses. À la mémoire défaillante, ou aux souvenirs quelquefois réaménagés du contenu narratif, fait écho le style d'écriture, qui, avec de nombreuses ellipses ou une ponctuation inhabituelle, laisse reposer sur le lecteur la charge de reconstituer les manques et les non-dits.

## Réception
Sous la pression du Parti républicain, le livre est interdit à partir de 2021 dans un comté de Virginie.

## Récompenses
- Prix Pulitzer en 1988
- Prix Nobel en 1993 décerné à Toni Morrison pour Beloved et l'ensemble de son œuvre

## Adaptation cinématographique
- 1998 : le roman a été adapté au cinéma par Jonathan Demme, avec Oprah Winfrey.